# Сальтшёбаден
Сальтшёбаден (швед. Saltsjöbaden) — город в Швеции, расположенный в коммуне Накка Стокгольмского лена.

## География
Городок Сальтшёбаден находится на побережье Балтийского моря, в восточной Швеции. Административно входит в коммуну Накка современного лена Стокгольм и в историческую провинцию Сёдерманланд. Один из пригородов Стокгольма. Площадь города равна 5,38 км². Численность населения составляет 8937 человек. Плотность населения - 1.600 чел./км². Морской курорт.

## История
История Сальтшёбадена начинается в 1891 году, когда Кнут Агатон Валленберг, принадлежавший к семейству банкиров Валленбергов, приобрёл здесь зе́мли для организации морского курорта. В 1893 году к Сальтшёбадену Валленбергом была проложена железнодорожная линия и открыт санаторий, который некоторое время возглавляла Клара Эмилия Смитт. 
В 1908 году посёлок стал городом. В 1913 году он выделился в отдельный приход шведской церкви. Со временем Сальтшёбаден стал одним из излюбленных мест отдыха представителей высшего и среднего классов Швеции. Также место подписания Сальтшёбаденского соглашения 1938 года.
С 1931 по 2001 год в Сальтшёбадене находилась Стокгольмская обсерватория. В 2000 году в ней был открыт астероид 36614 Салтис, названный в честь этого города.
В 1948 и в 1951 годах здесь проходили шахматные межзональные турниры.

## Известные уроженцы, жители
Известным уроженцем Сальтшёбадена является шведский дипломат Мухаммед Кнут Бернстрём, блогерша и ведущая Марго Стефани Перссон Диц. Здесь провёл свои последние дни шведский журналист и историк Эрик Вильгельм Монтан умерший 23 сентября 1909 года, а также финская художница Хелена Шерфбек скончавшаяся 23 января 1946 года.